# Puff (浜本沙良のアルバム)
『Puff』（パフ）は、浜本沙良の1枚目のオリジナル・アルバム。1994年7月21日にフォーライフ・レコードから発売された。

## 概要
- キャッチコピーは「五感にやさしく吹き抜ける“Puff Voice”。」[2]。
- 浜本は本アルバムを「アルバムでは全ての私を伝えたい。その中から何かを感じてもらって明日のステップにしてもらえたら嬉しい。」と述べている[3]。
- 2015年9月1日より、タワーレコードミュージックとレコチョクで配信販売が開始された[4]。

## 評価
- 『GiRLPOP』は本アルバムを「柔らかくふわっとしていて、聴いていて非常に気持ちがいい作品。」と評価している[3]。
- CDジャーナルは、「彼女の楽曲は心と涼風を注ぎ込んでくるようである。」と評価している[5]。

## 収録曲
| 全編曲: 有賀啓雄。 |                              |           |                    |       |
| #                  | タイトル                     | 作詞      | 作曲               | 時間  |
| 1.                 | 「distance」                 | 夏野芹子  | アキレス・ダミゴス | 5:39  |
| 2.                 | 「…WHY」                     | 松井五郎  | 有賀啓雄           | 5:34  |
| 3.                 | 「最後の休日」               | 松井五郎  | 有賀啓雄           | 4:17  |
| 4.                 | 「WONDER RAIN」              | 浜本沙良  | 安部恭弘           | 4:36  |
| 5.                 | 「FOLLOW ME」                | 夏野芹子  | 羽場仁志           | 5:49  |
| 6.                 | 「MORNING MOON」             | 松井五郎  | 有賀啓雄           | 4:57  |
| 7.                 | 「いつも eyes to me」        | 夏野芹子  | 羽場仁志           | 5:21  |
| 8.                 | 「さよならは天使のはじまり」 | 松井五郎  | 羽場仁志           | 4:56  |
| 9.                 | 「嫌いになりたい」           | 夏野芹子  | 羽場仁志           | 5:01  |
| 10.                | 「素顔でいいから」           | 夏野芹子  | 有賀啓雄           | 5:24  |
| 合計時間:          | 合計時間:                    | 合計時間: | 合計時間:          | 51:34 |

## タイアップ
| 曲名                     | タイアップ                             |
| ------------------------ | -------------------------------------- |
| FOLLOW ME                | ルネサンス長崎「伊王島」CMソング       |
| さよならは天使のはじまり | NTT DoCoMo関西「愛の嵐の物語」CMソング |

## ミュージシャン
| distance - ギター：林部直樹 - ベース：有賀啓雄 - キーボード：有賀啓雄 - コーラス：有賀啓雄 - ドラムス：坂口良二 - アコースティックピアノ：松田真人 - トランペット：荒木敏男、河東伸夫 - トロンボーン：村田陽一 - サックス：山本拓夫 - シンセサイザーオペレーター：橋本茂昭 …WHY - ギター：林部直樹 - トランペット：荒木敏男 - トロンボーン：村田陽一 - サックス：山本拓夫 - コーラス：有賀啓雄、菅木真智子 - キーボード：有賀啓雄 - シンセサイザーオペレーター：橋本茂昭 最後の休日 - アコースティックギター：斎藤誠 - アコースティックピアノ：松田真人 - キーボード：有賀啓雄 - パーカッション：浜口茂外也 - フルート：本田雅人 - シンセサイザーオペレーター：橋本茂昭 WONDER RAIN - アコースティックギター：斎藤誠 - ベース：有賀啓雄 - コーラス：有賀啓雄、菅木真智子 - キーボード：有賀啓雄 - サックス：本田雅人 - シンセサイザーオペレーター：橋本茂昭 FOLLOW ME - ギター：林部直樹 - ベース：有賀啓雄 - コーラス：有賀啓雄 - キーボード：有賀啓雄 - ドラムス：坂口良二 - アコースティックピアノ：松田真人 - ピアニカ：ピアニカ前田 - トランペット：荒木敏男、河東伸夫 - トロンボーン：村田陽一 - サックス：山本拓夫 - シンセサイザーオペレーター：橋本茂昭 | MORNING MOON - アコースティックギター：林部直樹 - パーカッション：浜口茂外也 - アコースティックピアノ：松田真人 - キーボード：有賀啓雄 - フリューゲルホルン：荒木敏男 - サックス：山本拓夫 - フリューゲルホルン（ソロ）：エリック宮城 - シンセサイザーオペレーター：橋本茂昭 いつも eyes to me - ギター：林部直樹 - ベース：有賀啓雄 - コーラス：有賀啓雄 - キーボード：有賀啓雄 - ドラムス：阪口良二 - アコースティックピアノ：松田真人 - エレクトリックピアノ：松田真人 - サックス：金子隆博 - シンセサイザーオペレーター：橋本茂昭 さよならは天使のはじまり - ギター：斎藤誠 - ベース：有賀啓雄 - コーラス：有賀啓雄 - キーボード：有賀啓雄 - アコースティックピアノ：松田真人 - オルガン：松田真人 - トランペット：荒木敏男 - トロンボーン：村田陽一 - サックス：山本拓夫 - シンセサイザーオペレーター：橋本茂昭 嫌いになりたい - アコースティックギター：斎藤誠 - エレクトリックピアノ：松田真人 - キーボード：有賀啓雄 - トランペット：荒木敏男 - サックス：山本拓夫 - シンセサイザーオペレーター：橋本茂昭 素顔でいいから - ギター：林部直樹 - コーラス：有賀啓雄 - キーボード：有賀啓雄 - シンセサイザーオペレーター：橋本茂昭 |

## スタッフクレジット
| プロデューサー                   | 岡田功（フォーライフ・レコード）、庄司明弘（YOU-STAFF）    |
| サウンドプロデューサー           | 有賀啓雄                                                   |
| レコーディングエンジニア         | 浅野浩伸、工藤雅史                                         |
| アシスタントエンジニア           | 小泉圭子、遠山勉、谷川博、東諭、小西賢治、津吹勝辰         |
| ミックス                         | 浅野浩伸                                                   |
| マスタリング                     | ボビー畑                                                   |
| アーティストマネジメント         | 新井雄貴（ビーンズ）、豊田守康（ビーンズ）                 |
| ミュージシャンコーディネーション | 佐々木賢（オフィス・ケン）                                 |
| エグゼクティブプロデューサー     | 後藤由多加（フォーライフ・レコード）、小嶋敏春（Magellan） |
| アートディレクション             | 石川絢士（the GARDEN）                                     |
| デザイン                         | 石川絢士（the GARDEN）                                     |
| フォトグラフィ                   | 村越元                                                     |
| スタイリスト                     | 三宅由美子                                                 |
| ヘアー&メイクアップ              | 谷崎隆幸（esque）                                          |
| アートワークコーディネーション   | 元起丈晴（the GARDEN）                                     |
| アートワークスーパーバイザー     | 渡辺富夫（フォーライフ・レコード）                         |